# يوسوك سانتا ماريا
يوسوك سانتا ماريا (باليابانية: 渡辺陽介؛ بالكانا: わたなべ ようすけ) هو مصارع محترف ياباني، ولد في 14 ديسمبر 1991 في إيتاباشي في اليابان.

## روابط خارجية
- يوسوك سانتا ماريا على موقع CageMatch worker (الإنجليزية)
- يوسوك سانتا ماريا على موقع قاعدة بيانات المصارعة على الإنترنت (الإنجليزية)